# WellCOM
WellCOM (від англ. welcome — ласкаво просимо) — перший бренд компанії «Українські радіосистеми», створений в 1998 році в Україні.

## Історія
WellCOM був створений в 1998 році компанією «Українські радіосистеми».
У жовтні 1998 року компанія почала надавати послуги мобільного зв'язку за стандартом GSM-900.
У 2001 році 49 % акцій компанії належали південнокорейській фінансово-промисловій групі «Daewoo».
У квітні 2003 року Державний комітет зв'язку та інформатизації України за дорученням Кабінету Міністрів України почав розгляд питання про анулювання ліцензії мобільного оператора на усій території України, крім Києва.
В 2004 році Українські радіосистеми вивели на ринок мобільний оператор «Мобі». Станом на грудень 2004 року компанія надавала послуги мобільного зв'язку на території 24 областей України.
У 2005 році почалися переговори про продаж WellCOM російському стільниковому оператору «ВимпелКом». У листопаді 2005 року угода була підписана.
В 2006 році абонентів WellCOM та МОБІ перевели на тарифи ТМ «Beeline».